# Île Kildine
L'île Kildine (en russe : Кильдин) est une petite île de la mer de Barents, elle est située au large des côtes russes, à environ 120 km de la frontière avec la Norvège. L'île Kildine dépend administrativement de l'oblast de Mourmansk, dans le district fédéral du Nord-Ouest, en Russie.

## Géographie
L'île Kildine est un plateau, qui s'élève jusqu'à une altitude de 275 m environ ; il s'enfonce de manière abrupte dans la mer de Barents au nord. D'importantes masses de granite émergent de la mer et ont été sculptés en vastes terrasses. Au centre de l'île se trouve un ancien lac, le lac Mogilnoï, qui est séparé du détroit de Kildine par un isthme au travers duquel l'eau de mer s'infiltre et alimente le lac. Ce lac saumâtre abrite une espèce unique de morue (Gadus morhua kildinensis) qui s'est adaptée aux conditions locales. Cependant, depuis 2008, la biodiversité du lac est menacée par la remontée en surface d'une couche d'eau sulfureuse, selon des chercheurs de l'université arctique de Mourmansk[réf. souhaitée].
L'île mesure 15 km de long par 5 de large dans sa partie la plus large. Le détroit de Kildine qui sépare l'île du continent, mesure 15 km de long et sa largeur varie de un à deux km. L'eau est profonde et l'ancrage n'est possible qu'à proximité des rives. Le seul mouillage sûr est dans la baie Monastère, à l’extrémité sud-est de l'île. La baie tire son nom d'un monastère fortifié qui se trouvait à proximité, les Britanniques détruisent le monastère en 1809 et il n'en reste aujourd'hui aucune trace.
D'après l'Organisation norvégienne pour la protection de l'environnement, l'île est utilisée comme dépôt pour les réacteurs nucléaires d'anciens sous-marins nucléaires soviétiques[réf. nécessaire].

### Phares
Trois phares se trouvent sur l'île.
1. Kildinski Zapadnny (Kildinski ouest), près de la côte sud-ouest de l'île et marque l'entrée ouest du détroit entre l'île et le continent ;
2. Kildinski Severnny (Kildinsky nord), sur la côte nord de l'île, à environ 25 km à l'est de l'entrée de la baie de Kola ;
3. Kildinskii Vostochny (Kildinsky est), sur la côte sud-est de l'île, près de l'établissement de Vostchnoï Kildine.

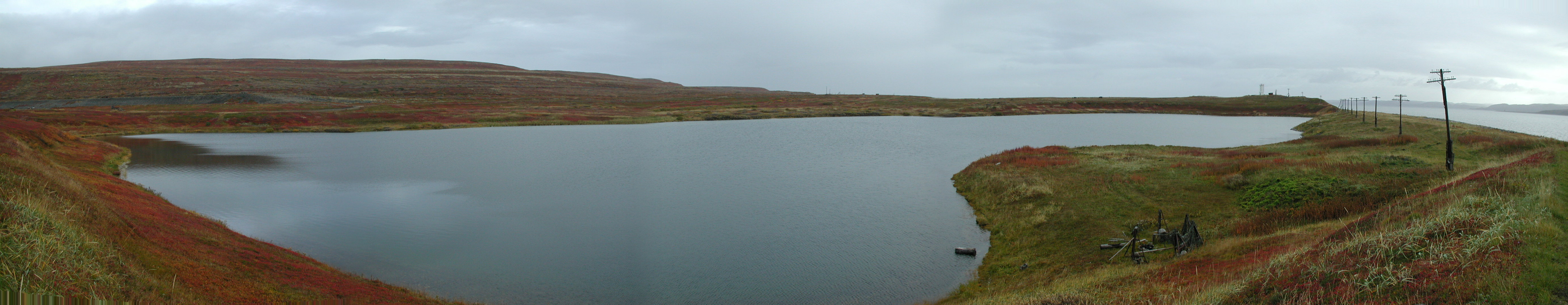
Le lac Mogilnoï sur l'île Kildine

## Histoire
Du 23 au 29 juin 1594, l'explorateur hollandais Willem Barentsz visite l'île Kildine lors de son premier voyage alors qu'il fait route vers la Nouvelle-Zemble. Le 6 juin 1809, pendant la guerre anglo-russe, des bâtiments accompagnant le HMS Nyaden attaquent un fort sur l'île, le capturent ainsi que 22 ou 23 bâtiments qui mouillaient à proximité. Les forces de débarquement emportent les canons du fort et les jettent dans une rivière
Le 22 octobre 1917, pendant la Première Guerre mondiale, le sous-marin allemand U-46 tire une torpille et envoie par le fond le Zillah (3 788 tonneaux), qui faisait route depuis Arkhangelsk, en Russie, en direction de Lerwick, dans les îles Shetland avec un chargement de bois. Bien que le Zillah ait été armé pour se défendre, l'attaque a lieu sans avertissement, à 40 km au nord-est de l'île Kildine. Les 18 hommes d'équipage perdent la vie. 
Le 4 août 1941, trois destroyers allemands attaquent et coulent le patrouilleur soviétique Tuman à environ 24 km au nord-ouest de l'île Kildine. L'incident deviendra célèbre, une capsule d'eau de mer prélevée à cet endroit sera intégrée au monument aux défenseurs de l'Arctique soviétique pendant la Grande Guerre patriotique et à ce jour, les bâtiments russes qui passent à proximité de ce point (69° 33′ 06″ N, 33° 40′ 20″ E) abaissent leur pavillon et actionnent leur corne de brume en mémoire de cet événement. Le 24 juillet 1943, le navire marchand britannique SS Llandaff (4 825 tonneaux) faisait partie d'un convoi de trois navires transportant du bois depuis la mer Blanche jusqu'à la baie de Kola pour le compte des Russes. Les navires se trouvaient à 32 km au nord-est de l'île quand une escadre de quatre ME-109 les attaque, touchant la poupe du Llandaff qui prend feu. Le HMS Britomart aide à éteindre l'incendie et le Llandaff parvient à regagner le port, sans victime. Le 2 janvier 1943, alors qu'il faisait partie du convoi JW51B parti de Loch Ewe pour Mourmansk avec un chargement d'armes, le navire de fret américain Ballot (6 131 tonneaux) s'échoue sur l'île en raison du brouillard. Il ne peut être remis à la mer et son équipage l'abandonne le 13 janvier. Le 20 mars 1945, le sous-marin allemand U-968 envoie par le fond le Liberty ship Thomas Donaldson à proximité de l'île ; en 2017, un char M4 Sherman qui faisait partie de la cargaison est remonté à la surface par la Flotte du Nord[réf. souhaitée].
Le 11 février 1992, l'USS Baton Rouge, un sous-marin nucléaire d'attaque américain de la classe Los Angeles entre en collision avec le sous-marin russe K-276 Kostroma de la classe Sierra à 8 km de la ligne qui relie le cap Tsypnavolok à l'île Kildine. L'US Navy affirmera que la collision avait eu lieu à plus de 19 km de la côte, dans les eaux internationales. Cependant, les autorités russes affirment que la collision a eu lieu à l'intérieur des eaux russes. L'incident ne fait pas de victime à bord des deux sous-marins mais les dégâts matériels sont importants.
Le 21 août 2003, le sous-marin russe K-159 coule au large de l'île Kildine alors qu'il était remorqué pour être démantelé. Il coule à environ 6 km au nord-ouest de l'île, près de l'entrée de la baie de Kola. Le naufrage, causé par une violente tempête, provoque la mort des neuf hommes présents à bord pendant le remorquage,. À la suite de ce naufrage, le Président Poutine limoge le commandant de la Flotte du Nord.

## Militaire
L'île a donné son nom à une classe de destroyers de la Marine soviétique, la classe Kildine.